# Thorey-Lyautey
Thorey-Lyautey és un municipi francès situat al departament de Meurthe i Mosel·la i a la regió del Gran Est. L'any 2007 tenia 129 habitants.

## Demografia

### Població
El 2007 la població de fet de Thorey-Lyautey era de 129 persones. Hi havia 52 famílies, de les quals 16 eren unipersonals (8 homes vivint sols i 8 dones vivint soles), 12 parelles sense fills, 16 parelles amb fills i 8 famílies monoparentals amb fills.
La població ha evolucionat segons el següent gràfic:
Habitants censats

### Habitatges
El 2007 hi havia 58 habitatges, 51 eren l'habitatge principal de la família, 4 eren segones residències i 3 estaven desocupats. 55 eren cases i 3 eren apartaments. Dels 51 habitatges principals, 45 estaven ocupats pels seus propietaris, 2 estaven llogats i ocupats pels llogaters i 4 estaven cedits a títol gratuït; 1 tenia dues cambres, 6 en tenien tres, 9 en tenien quatre i 35 en tenien cinc o més. 39 habitatges disposaven pel capbaix d'una plaça de pàrquing. A 30 habitatges hi havia un automòbil i a 20 n'hi havia dos o més.

### Piràmide de població
La piràmide de població per edats i sexe el 2009 era:
| Homes | Edats   | Dones |
| ----- | ------- | ----- |
| 0     | 95 o +  | 0     |
| 0     | 90 a 94 | 0     |
| 0     | 85 a 89 | 0     |
| 0     | 80 a 84 | 0     |
| 0     | 75 a 79 | 4     |
| 0     | 70 a 74 | 0     |
| 4     | 65 a 69 | 4     |
| 0     | 60 a 64 | 4     |
| 0     | 55 a 59 | 0     |
| 8     | 50 a 54 | 4     |
| 0     | 45 a 49 | 4     |
| 8     | 40 a 44 | 0     |
| 8     | 35 a 39 | 4     |
| 4     | 30 a 34 | 8     |
| 4     | 25 a 29 | 8     |
| 4     | 20 a 24 | 0     |
| 0     | 15 a 19 | 4     |
| 12    | 10 a 14 | 0     |
| 4     | 5 a 9   | 0     |
| 8     | 0 a 4   | 4     |

## Economia
El 2007 la població en edat de treballar era de 79 persones, 69 eren actives i 10 eren inactives. De les 69 persones actives 61 estaven ocupades (34 homes i 27 dones) i 8 estaven aturades (3 homes i 5 dones). De les 10 persones inactives 2 estaven jubilades, 4 estaven estudiant i 4 estaven classificades com a «altres inactius».

### Ingressos
El 2009 a Thorey-Lyautey hi havia 52 unitats fiscals que integraven 136 persones, la mediana anual d'ingressos fiscals per persona era de 19.901,5 €.

### Activitats econòmiques
Dels 6 establiments que hi havia el 2007, 5 eren d'empreses de construcció i 1 d'una empresa de transport.
Dels 5 establiments de servei als particulars que hi havia el 2009, 2 eren guixaires pintors, 1 fusteria, 1 lampisteria i 1 electricista.
L'any 2000 a Thorey-Lyautey hi havia 3 explotacions agrícoles.

## Poblacions més properes
El següent diagrama mostra les poblacions més properes.